# Short 330
Le Short 330 est un avion de transport autant civil que militaire construit en Ulster par la société britannique Short Brothers. Il s'agit d'une version améliorée et agrandie de l'avion désigné Skyvan.

## Développements
C'est au début des années 1970 que les responsables de Short décidèrent de donner un successeur à leur SC.7 Skyvan. L'idée était en fait d'en développer une version profondément améliorée, agrandie, et surtout totalement polyvalente, c'est-à-dire apte aussi bien à servir dans le civil que dans le militaire. 
Le développement fut assez rapide, l'avion comportant de nombreuses pièces communes avec le Skyvan. L'architecture générale de l'avion rappelait fortement cette parenté entre les deux machines, sauf que le Short SD.3-30 apparaissait comme nettement plus gros. Pour sa motorisation l'avionneur fit appel à un turbopropulseur réputé, le PT6A canadien.
Le premier prototype vola en août 1974. À cette époque l'avion détonnait quelque peu dans un domaine du transport aérien régional où régnaient en maître les avions à moteurs à pistons des années 1950 et 60. D'autant qu'il était rapide et relativement silencieux. L'avion commença à être commercialisé deux ans plus tard.
Rapidement sa désignation fut modifiée. Le Short SD.3-30 devint le Short 330. Son succès fut assez rapide en Europe et aux États-Unis où l'avion intéressa rapidement les compagnies aériennes de troisième zone, celle desservant les petits aéroports et les liaisons peu fréquentées. En outre son aspect « tout-terrain » séduisait de nombreuses sociétés.
C'est le 23 décembre 1982 que Short fit voler le prototype du 330 UTT (UTT pour Utility Tactical Transport, transport tactique utilitaire en français) clairement destiné au marché des forces armées et parapublique. Dix-huit mois plus tard, le 6 août 1984 la société britannique réalisait le premier vol d'un dérivé du Short 330 UTT, le C-23A Sherpa destiné à l'US Air Force. Le C-23A a donné naissance également au C-23B identique, mais destiné à l'US Army.
La production en série de cette machine s'est arrêtée en 1992 après la livraison de 141 exemplaires, tant civils que militaires. Il a été remplacé sur les chaînes de montage par le Short 360.

## Engagements
Les Short C-23A Sherpa de l'US Air Force ont été acquis au départ dans le but de remplacer les De Havilland Canada C-7A et B encore en service, notamment en RFA et en Italie. Ils y remplissaient principalement des tâches de soutien logistique pour les troupes américaines stationnées sur place.
Lors de la guerre au Kosovo ils ont été intensément utilisés comme « dépanneuses volantes », notamment pour acheminer le turbomoteur d'un hélicoptère de combat Apache accidenté à l'entraînement en avril 1999. Par la suite ces avions ont peu à peu laissé la place en première ligne à d'autres machines comme le C-12 Huron ou le C-27J Spartan. Début 2012 le Sherpa ne volait plus dans l'US Air Force. 
L'US Army quant à elle a fait l'acquisition de 16 machines rigoureusement identiques, mais désignés C-23B. Celles-ci ont été versées aux unités de la Garde nationale entre 1990 et 1992. Bien que principalement basés aux États-Unis, ces avions ont également connu des déploiements à l'étranger, notamment en Afghanistan et en Irak où ils ont soutenu l'action militaire américaine locale.
Là encore le remplacement de l'avion a été proposé avec le C-27J Spartan. En 2012 les seuls Sherpa encore en service aux États-Unis étaient des C-23B+ et C-23C.

## Versions

### Civiles
- 330-100 : Désignation portée par la version d'origine, mue par des turbopropulseurs PT6A-45A/B de 1 173 ch et aménagée en 26 places.
- 330-200 : Désignation portée par la version améliorée[8], mue par des turbopropulseurs PT6A-45R de 1 189 ch et aménagée en 30 places.

### Militaires
- 330-UTT : Désignation portée par la version militaire d'origine, similaire au Short 330-200 mais avec un porte de chargement de fret en plus.
- C-23A Sherpa : Désignation portée par les 18 exemplaires du 330UTT dans l'US Air Force.
- C-23B Sherpa : Désignation portée par les 16 exemplaires du 330UTT dans l'US Army.

## Utilisateurs

### Civils

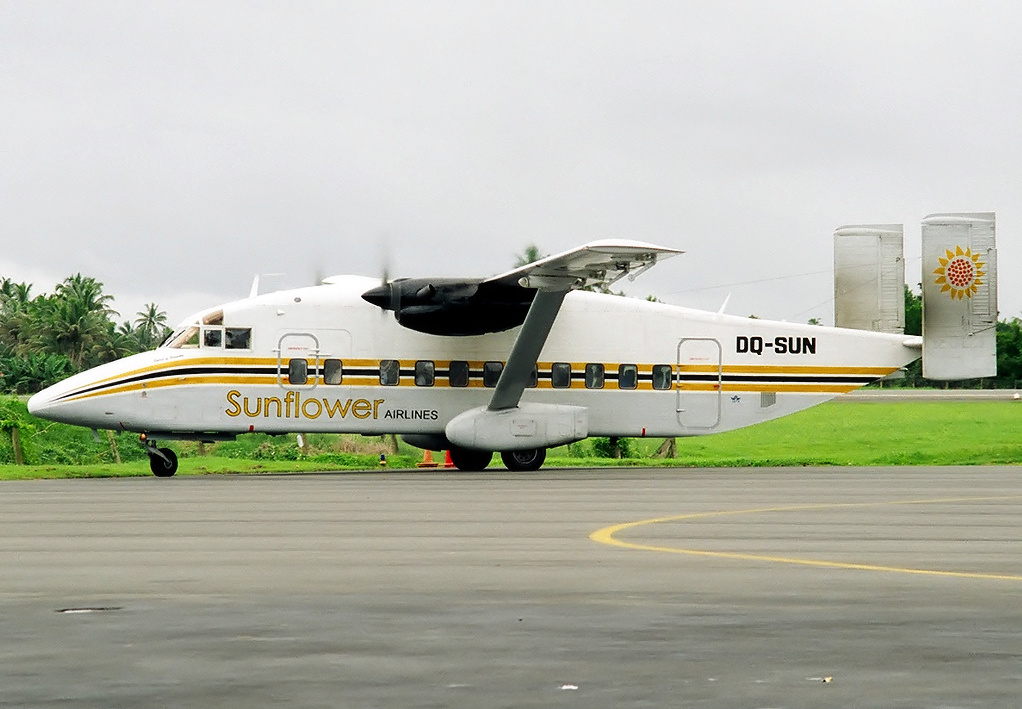
Short 330 aux couleurs de la compagnie fidjienne Sunflower Airlines

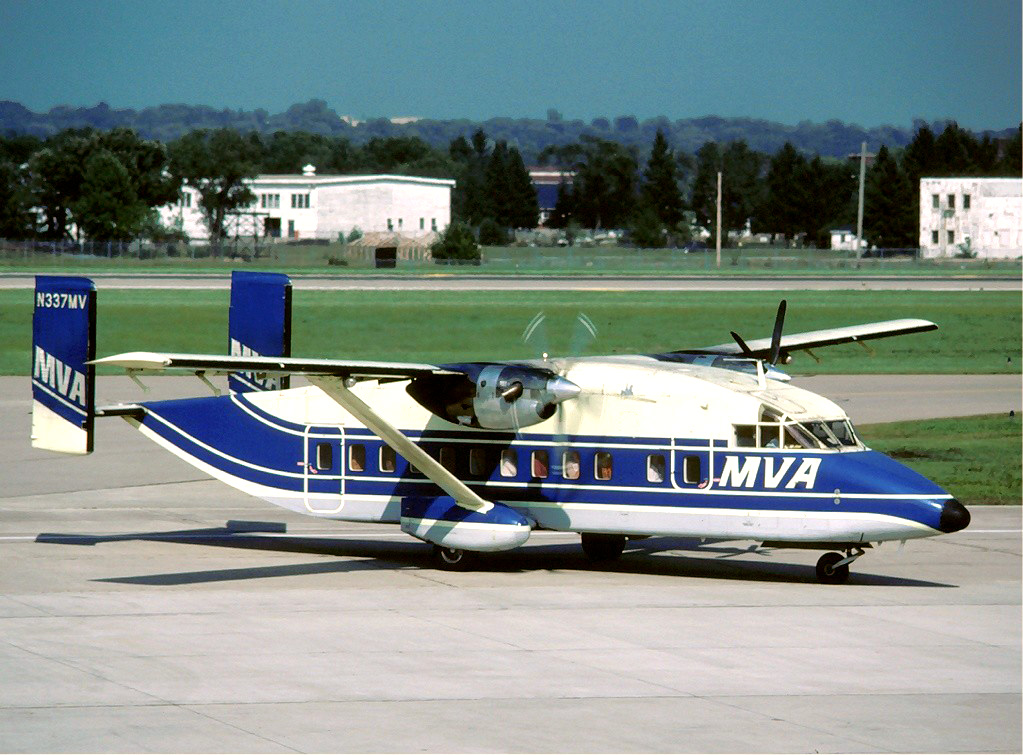
Short 330 de la compagnie américaine MVA

Cette liste est loin d'être exhaustive.
- Allemagne
  - DLT
- Bahamas
  - Bahamasair Cargo
- États-Unis
  - Air Cargo Carrier,
  - Air North,
  - Allegheny Commuter,
  - American Eagle Airlines,
  - Arctic Circle Air Service,
  - Corporate Air,
  - Golden West Airlines,
  - Mountain Air Cargo,
  - MVA,
  - New York Air,
- Fidji
  - Sunflower Airlines,
- Indonésie
  - Deraya Air Taxi,

- Irlande
  - Aer Lingus,
  - Air Exports,
- Nouvelle-Zélande
  - Freedom Air,
- Royaume-Uni
  - Emerald Airways,
  - Gill Airways,
- Venezuela
  - Aeronaves de centro

### Militaires
- Émirats arabes unis :
  - Force aérienne des Émirats arabes unis
- États-Unis :

- - US Air Force
  - US Army
- Tanzanie
  - Tanzanian People's Defense Force Air Wing
- Venezuela
  - Fuerza Aérea Venezolana
- Thaïlande :

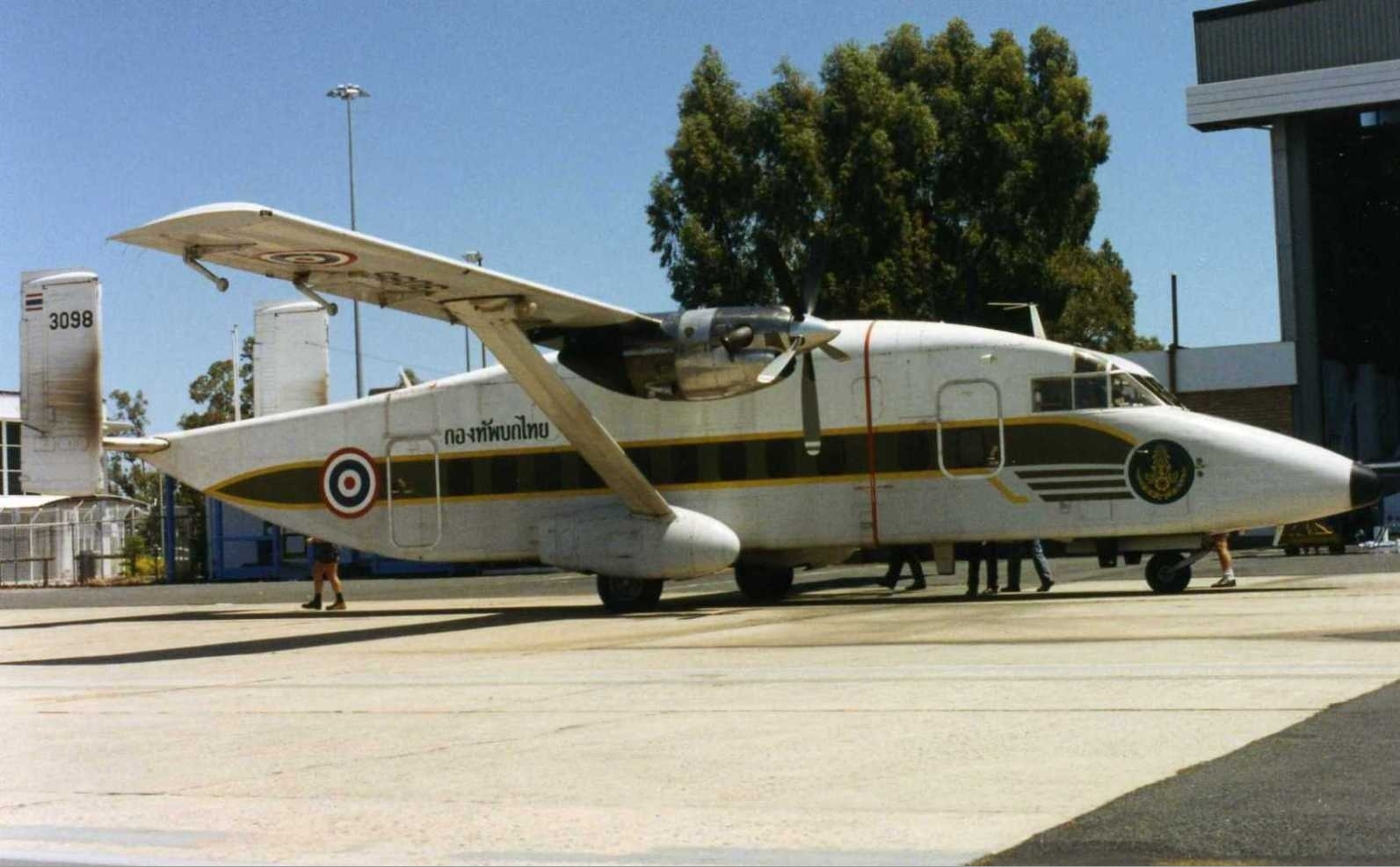
Short 330UTT thaïlandais

  - Force aérienne royale thaïlandaise
  - Royal Thai Army (Short 330-UTT)
  - Police

## Aéronefs dérivés
- Short 360